# Franz Joachim von Dewitz
Franz Joachim von Dewitz (17. oktober 1666 på Gross Daberkow i Mecklenburg-Schwerin – 9. september 1719 på Frederiksgave) var en dansk officer, gehejmeråd og godsejer, bror til Ulrich Otto von Dewitz.

## Karriere
Han var femte søn af Henning von Dewitz til Gross Daberkow i Mecklenburg og Dorothea von Levetzow. Han kom tidligt til Danmark, der jo på den tid var som et andet fædreland for den meklenborgske adel, og hvor flere af hans frænder, både fædrene og mødrene, havde vundet ære og rigdom. Dewitz blev ansat som page ved Christian V's hof, men måtte på grund af gale streger forlade dette; først efter at han i nogle år havde kæmpet mod tyrkerne, blandt andet ved Ofens erobring 1686, blev han atter taget til nåde og ansat som løjtnant ved Livregiment til Hest. 1689 gik han med Donops danske rytterregiment til Irland og steg under krigen her og i Nederlandene til ritmester (1690), major (1692) og oberstløjtnant (1697). Efter auxiliærtroppernes hjemkomst gjorde Dewitz tjeneste ved 2. fynske nationale rytterregiment, indtil han 1701 på ny blev sendt i sømagternes tjeneste som oberst for et hvervet kyrasserregiment (holstenske). 1706 blev han brigader, 1709 sprang han efter indstilling fra hertugen af Marlborough flere ældre kammerater forbi til generalmajor, dog med det forbehold, at han atter skulle "cedere" disse, efterhånden som de også avancerede; under de påfølgende begivenheder gik denne bestemmelse dog snart i glemme.

## Den Store Nordiske Krig
Dewitz blev nemlig i slutningen af året kaldt hjem for at anvendes i krigen mod Sverige. Under vinterfelttoget i Skåne 1709-10 var han overgeneralens, grev Christian Ditlev Reventlows, højre hånd, "l'unique homme de tête, qui m’est donné à l’armée". Reventlow blev på grund af sygdom afløst af generalløjtnant Jørgen Rantzau, der blev hårdt såret i slaget ved Helsingborg 10. marts 1710, og Dewitz, der i slaget havde kommanderet første træfnings venstre fløj og ved gentagne raske indhug understøttet den slagne højre fløjs tilbagetog, fik nu midlertidig overkommandoen. Med frejdig energi organiserede han forsvaret af Helsingborg, afviste enhver opfordring til overgivelse og reddede, da det var besluttet at rømme fæstningen, hæren ved den på én gang omsigtsfulde og hensynsløse måde, hvorpå han ledede dens overførsel til Sjælland; selv var han den sidste, der forlod skånes grund. Det hvide bånd, som kongen skænkede ham ved hjemkomsten, var vel fortjent. I nogen tid blev han nu benyttet som et slags inspektør for rytteriet og 1711 forfremmet til generalløjtnant, i hvilken egenskab han fungerede under felttogene i Pommern og Mecklenburg. Ved Gadebusch (20. december 1712), hvor han forgæves havde gjort indsigelse mod den uheldige stilling, kommanderede han højre fløj, der kæmpede tappert, indtil den sent på dagen og i god orden trak sig tilbage.
Under slaget havde zar Peter med sin egen og størstedelen af den sachsiske hær stået i det østlige Mecklenburg; for at bevæge ham til at rykke frem og forene sig med den danske hær besluttedes det nu at sende en betydelig rytterstyrke over til ham. Dewitz fik kommandoen over dette korps, 30 eskadroner af 10 forskellige regimenter; 32 sachsiske eskadroner under Wolf Heinrich von Baudissin fik ordre til at slutte sig til ham, og alt gik efter ønske. Man har tilskrevet Dewitz undfangelsen af denne forstandige plan så vel som dens lykkelige udfald; i det mindste en del af æren tilkommer dog grev Christian Ditlev Reventlow, der opholdt sig ved zarens hovedkvarter og – ved en vel anbragt trussel om, at Frederik IV, hvis zar Peter lod ham i stikken, måtte slutte særfred med Sverige – fik zaren til at begynde fremrykningen mod vest. Dewitz beholdt kommandoen over rytteriet under resten af felttoget og blev derhos 5. januar 1713 akkrediteret hos zaren som sin konges repræsentant. 16. maj samme år var han medundertegner af Magnus Stenbocks kapitulation og blev kort derpå sendt til Berlin for at modarbejde den gottorpske minister Georg Heinrich von Görtz' indflydelse ved dette hof. Hans militære og diplomatiske tjenester blev belønnede med, at han på samme dag (28. august 1713) udnævntes til general til hest og gehejmeråd; i førstnævnte egenskab kom han i et overordnet forhold til hele det danske rytteri, i sidstnævnte blev han oftere tilkaldt ved Konseillets forhandlinger. I slutningen af året blev Dewitz sammen med gesandten i London, Iver Rosenkrantz, designeret til Danmarks befuldmægtigede på den kongres, som skulle træde sammen i Braunschweig for at ordne forholdene i Nordtyskland, og da kongressen et helt år efter åbnede sine møder, blev det ham tillige overdraget at underhandle med Preussen og Storbritannien-Hannover om tilslutning til "den nordiske liga". I maj 1715 førte han disse underhandlinger til det ønskede resultat og deltog derefter i de allieredes tog mod Stralsund. Ved landgangen på Rügen 15. november kommanderede han de danske tropper og slog dagen efter i den ærefulde træfning ved Stresow Carl XII, der personlig var ilet til for at imødegå landgangen. En måned senere faldt Stralsund, og Dewitz blev nu udnævnt til dansk generalguvernør over Ny-Forpommern og Rügen, en stilling, han beklædte til sin død. 7. januar 1716 blev han derhos Ridder af Elefanten.
Dewitz' krigerske løbebane må hermed betragtes som sluttet, thi den rolle, han i foråret 1716 spillede som den allierede armés overgeneral under den sidste del af Wismars belejring og ved fæstningens overgivelse, var nærmest politisk. Wismar belejredes af en forenet dansk-preussisk-hannoveransk hær; et russisk korps var under hurtig fremrykning fra øst for at slutte sig til denne. Af politiske grunde var det nu navnlig hannoveranerne om at gøre, at russerne ikke skulle få del i byttet, og ligesom de andre meklenborgere i Frederik IV's tjeneste ønskede Dewitz en tilslutning til England frem for til Rusland. Det lykkedes ham også at få kapitulationen indledt forinden russernes ankomst til Wismar, og han afviste derefter med bestemthed ethvert forsøg fra disses side på at få del i fæstningens besættelse. Denne handlemåde blev vel billiget af Frederik IV, men vakte den heftigste forbitrelse hos Peter den Store. Yderligere opirret blev denne, da kongen ved sit møde med zaren i Hamborg 28. maj, hvor der skulle træffes aftale om en fortsat fælles optræden, valgte Dewitz til en af sine ledsagere; Dewitz, der selv havde forestillet kongen det uheldige heri, holdt sig derfor under zarens ophold i København forsigtig borte fra hovedstaden og tænkte sig endog muligheden af at måtte forlade kongen af Danmarks tjeneste. I september, da det endelig så ud til, at den påtænkte fælles landgang i Skåne skulle gå for sig, mente kongen dog ikke længere at kunne undvære Dewitz. Han blev kaldt til København, men alle skridt, han gjorde for at formilde zaren, var forgæves; denne ville ikke slippe den overdrevne, om end ikke ganske ugrundede, mistanke, han nærede til, at Dewitz og de andre tyskere i dansk tjeneste var skyld i det dårlige forhold mellem de to allierede. Landgangsplanen strandede på dette dårlige forhold, og vægtskålen sank derefter stærkt til fordel for dem blandt Frederik IV's rådgivere, der som Dewitz ønskede en tilslutning til England; men snart fik kongen at mærke, at kong Georgs politik var mindst lige så egoistisk og troløs som zar Peters; i efteråret 1717 sadlede han derfor atter om og fjernede Dewitz fra hoffet. Denne var dog blandt de 28 høje embedsmænd, som kongen i august 1718 rådspurgte om den rigtigste politik under de forhåndenværende "tvivlsomme og épineuse konjunkturer"; Dewitz' betænkning kendes ikke, men det vides, at han bestandig var "dygtig engelsksindet". Carl XII's fald forandrede dog de politiske forhold i den grad, at selv Dewitz anså et fornyet angreb på Sverige og dermed en tilnærmelse til Rusland for tilrådelig; uagtet han var meget sygelig, "ganske kontrakt af podagra og kiragra", rejste han ukaldet til København for at gøre kongen forestillinger i denne retning, men pådrog sig mærkelig nok netop ved dette skridt kongens unåde, skønt denne gik ind på den foreslåede genoptagelse af fjendtlighederne. Dewitz blev endnu vidne til den holdningsløse gennemførelse af denne politik, men ikke til det endelige resultat af den 10-årige krig, i hvilken han havde spillet så betydelig en rolle. Han døde på sit gods Frederiksgave ved Assens 9. september 1719.

## Godsejeren
General Dewitz var en rig mand; først havde han købt Hindsgavl, siden (1707) tillige Frederiksgave, hvor han, når tjenesten tillod det, levede som "grand seigneur", og hvor hans navn længe var genstand for almuens fantastiske beretninger. Også i hans oprindelige hjemstavn mindedes man Dewitz som "ein Küchlein von der weissen Henne" (lykkebarn) med tilføjende, at han fra ung af spillede højt og heldig. På en smukkere måde trådte dette karaktertræk – lysten til at vove for at vinde – frem hos ham som soldat og erhvervede ham ved en heldig forening med andre gode militære egenskaber en fremragende plads blandt Frederik IV's generaler. I den daglige tjeneste havde han ord for at skåne folk og heste; hvor det gjaldt, tog han ikke i betænkning at ofre både menneskeliv og værdier; men det skete med roligt overlæg, kamplysten løb ikke af med besindigheden. Han havde derhos et godt strategisk og taktisk blik og viste ved given lejlighed, at han forstod at anvende så vel artilleri (forsvaret af Helsingborg) som ingeniører (landgangen på Rügen). Hans politiske standpunkt var stærkt påvirket af hans fødsel som meklenborgsk adelsmand; men navnlig hans optræden under hans sidste sygdom gør det uberettiget at tvivle om hans hengivenhed for den konge og det land, i hvis tjeneste han i løbet af en menneskealder havde vovet sit liv og tilsat sit helbred.

## Familie
Dewitz var gift med Margrethe von Levetzow (1671-1744), datter af hans morbroder, dansk generalløjtnant Hans Frederik von Levetzow til Oksholm og Lucia Emerentia von Brockdorff. Deres børn døde som små, hvorfor Dewitz testamenterede sine godser til en broder, Joachim Friedrich von Dewitz til Løjtmark, hvis søn solgte dem 1764. Generalinde Dewitz levede som enke i Odense, hvor hun efterlod et smukt navn som en godgørende og fordomsfri dame. 1727 købte hun Lundsgård og Jershave ved Nyborg. Hun hviler ved sin mands side i den prægtige familiebegravelse, han havde indrettet i Sønderby Kirke ved Frederiksgave. Sammesteds oprettede et hospital.